# Лисакувек
Лисакувек (пол. Łysakówek) — село в Польщі, у гміні Борова Мелецького повіту Підкарпатського воєводства.
Населення — 330 осіб (2011).
У 1975-1998 роках село належало до Ряшівського воєводства.

## Демографія
Демографічна структура станом на 31 березня 2011 року:
|          | Загалом | Допрацездатний вік | Працездатний вік | Постпрацездатний вік |
| -------- | ------- | ------------------ | ---------------- | -------------------- |
| Чоловіки | 167     | 46                 | 102              | 19                   |
| Жінки    | 163     | 30                 | 94               | 39                   |
| Разом    | 330     | 76                 | 196              | 58                   |